# Walter Schmidt-Ewald
Walter Schmidt-Ewald (* 13. Januar 1891 in Gotha; † 25. April 1973 in Hamburg-Wandsbek) war ein deutscher Archivar und Bibliothekar.

## Leben
Schmidt-Ewald studierte Geschichte, Germanistik und Historische Hilfswissenschaften in Freiburg i.Br. und Berlin und wurde 1915 in Freiburg promoviert. 1915 trat er in den Archivdienst ein, von 1917 bis 1921 war er Hilfsarbeiter der Stadt Wilmersdorf. Ab 1928 war er Direktor des Staatsarchivs Gotha, ab 1921 war er daneben Bibliothekar an der Herzoglichen Bibliothek Gotha.

## Schriften (Auswahl)
- Die Entstehung des weltlichen Territoriums des Bistums Halberstadt. Rothschild, Berlin 1916 (Abhandlungen zur mittleren und neueren Geschichte; 60) (Zugl.: Freiburg i. B., Univ., Diss., 1916).
- Die geographische Herkunft der Gothaer Einwohnerschaft vom 13. bis zum Anfang des 18. Jahrhunderts. In: Mitteilungen der Vereinigung für Gothaische Geschichte und Altertumsforschung, 1922, S. 26–35.
- Caspar Hornschuch: ein Ohrdrufer Stadtkommandant aus der Zeit des 30-jährigen Krieges. Verein für Gothaische Geschichte, Gotha 1924 (Schriftensammlung des Familienarchivs Hornschuch; 2).
- Vier Gothaer Bürgerverzeichnisse aus dem 16. Jahrhundert. In: Mitteilungen des Vereins für Gothaische Geschichte und Altertumsforschung, 1925.
- Das Staatsarchiv zu Gotha. In: Archivalische Zeitschrift, Bd. 36 = Folge 3, Bd. 2 (1926). S. [72]–85.
- Gotha im Mittelalter. In: Kurt Schmidt (Hrsg.): Gotha: das Buch einer deutschen Stadt, Heft 2, Engelhard-Reyher, Gotha 1927, S. 97–163.
- Luise Gerbing (1855–1927). In: Zentralblatt für Bibliothekswesen (1927), S. 32–45.
- zusammen mit Heinrich Anz: Gotha in der Neuzeit (1). In: Gotha: Das Buch einer deutschen Stadt, Heft 3. Engelhard-Reyher, Gotha 1928, S. 165–227.
- Das Landesaufgebot im westlichen Thüringen vom 15. bis zum 17. Jahrhundert: Georg Below zum Gedächtnis. In: Zeitschrift des Vereins für Thüringische Geschichte und Altertumskunde. N.F. Bd. 28, H. 1. S. 7–58.
- Luise Gerbing (1855–1927). In: Mitteilungen des Vereins für Gothaische Geschichte und Altertumsforschung, 1928, S. 32–41.
- Die Bibliothek eines thüringischen Gelehrten aus dem 16. Jahrhundert. In: Beiträge zur thüringischen und sächsischen Geschichte : Festschrift für Otto Dobenecker zum 70. Geburtstage am 2. April 1929. Fischer, Jena 1929, S. 343–360.
- Zwölf Gothaer Einwohnerverzeichnisse von 1597 bis 1715, 1. Teil. In: Mitteilungen des Vereins für Gothaische Geschichte und Altertumsforschung; 1930, S. 5–65.
- Der Georgenthaler Hof in Erfurt. In: Mitteilungen des Vereins für die Geschichte und Altertumskunde von Erfurt, Jg. 46 (1930), S. 89–113.
- Zwölf Gothaer Einwohnerverzeichnisse von 1597 bis 1715, 2. Teil. In: Mitteilungen des Vereins für Gothaische Geschichte und Altertumsforschung; 1931, S. 4–29.
- zusammen mit Ernst Anding und Behrendt Pick: Die wissenschaftlichen Sammlungen und Anstalten der Stadt Gotha. In: Gotha: das Buch einer deutschen Stadt; H. 7, Engelhard-Reyher, Gotha 1933, S. 81–136.
- Grundlagen und Wendepunkte der thüringischen Geschichte: nach einem Vortrag, gehalten auf dem Thüringischen Archivtag am 21. Mai 1933 in Erfurt. Frommann, Jena 1934.
- Zwölf Gothaer Einwohnerverzeichnisse von 1597 bis 1715, 3. Teil. In: Mitteilungen des Vereins für Gothaische Geschichte und Altertumsforschung; 1934, S. 4–33.
- Die Gothaer Perthes: ein deutsches Buchhändler-Geschlecht. Perthes, Gotha 1935 (Digitalisat).
- Der Ursprung der Ämter Gotha und Tenneberg. In: Zeitschrift des Vereins für Thüringische Geschichte und Altertumskunde, Bd. 42 (1940), S. 95–116.
- Die Verfassung der Stadt Gotha im Mittelalter. In: Mitteilungen des Vereins für Gothaische Geschichte und Altertumsforschung, Bd. 31 (1939/40), S. 5–26.
- Zwei Fugger-Faktoren auf der Hütte zu Hohenkirchen: ein Zeitbild aus der Epoche des Frühkapitalismus. In: Forschungen aus mitteldeutschen Archiven : zum 60. Geburtstag von Hellmut Kretzschmar. Rütten & Loening, Berlin 1953 (Schriftenreihe der Staatlichen Archivverwaltung), S. 143–165.
- Die Namen Göthe und Gothe in Thüringen: Ursprung und Verbreitung, ein namengeographischer Versuch. In: Genealogie, Jg. 12 (1963), H. 5, S. 497–510.